# Victoria (Virginia)
Victoria es un pueblo situado en el condado de Lunenburg, Virginia  (Estados Unidos). Según el censo de 2010 tenía una población de 1.725 habitantes.

## Demografía
Según el censo del 2000, Victoria tenía 1.821 habitantes, 803 viviendas, y 517 familias. La densidad de población era de 248,4 habitantes por km².
De las 803 viviendas en un 26,3 %  vivían niños de menos de 18 años, en un 45,1 %  vivían parejas casadas, en un 15,2 % mujeres solteras, y en un 35,6 % no eran unidades familiares. En el 33 % de las viviendas  vivían personas solas el 18,4 % de las cuales correspondía a personas de 65 años o más que vivían solas. El número medio de personas viviendo en cada vivienda era de 2,27 y el número medio de personas que vivían en cada familia era de 2,85.
Por edades la población se repartía de la siguiente manera: un 22,8 % tenía menos de 18 años, un 7,9 % entre 18 y 24, un 22,9 % entre 25 y 44, un 25,3 % de 45 a 60 y un 21 % 65 años o más.
La edad media era de 42 años.  Por cada 100 mujeres de 18 o más años  había 80,4 hombres.
La renta media por vivienda era de 24.694$ y la renta media por familia de 32.311$. Los hombres tenían una renta media de 26.797$ mientras que las mujeres 17.054$. La renta per cápita de la población era de 13.693$. En torno al 18,6 % de las familias y el 24,6 % de la población estaban por debajo del umbral de pobreza.

## Localidades adyacentes
El siguiente diagrama muestra a las localidades más próximas a Victoria.